# 인스턴트 아티클
인스턴트 아티클(Instant Article)은 메타(구 페이스북)가 페이북에 제공되는 뉴스를 빠르게 볼 수 있도록 2015년에 도입한 일종의 인링크 서비스로 2023년 4월 중순에 공식 종료될 예정이다.
2015년 5월 미국 뉴욕타임스 등이 시험 도입했고 한국에서는 2015년 12월 SBS뉴스가 한국에서 유일하게 시범 도입했다.
2016년 페이스북이 미국 대선 후에 유권자 데이터를 판매하는 등 문제가 생기면서 2018년 뉴스피드에 언론사와 기업 콘텐츠를 줄이고 친구와 가족의 소통을 중심으로 변경했다.
2017년 4월 미국 뉴욕타임스 등 일부 유력 언론사 인스턴트 아티클 서비스를 중단했다
2023년 4월 페이스북은 인스턴트 아티클을 공식 종료했다.